# Аббасов, Абульфат Расим оглы
Абульфат Расим оглы Аббасов (азерб. Abbasov Əbülfət Rasim oğlu; род. 3 января 1993, Баку) — азербайджанский футболист, амплуа — полузащитник и нападающий.

## Биография
Родившийся в Баку Абульфат Аббасов в детском возрасте переехал вместе с семьёй в Санкт-Петербург, где в третьем классе средней школы начал заниматься футболом. В 2004 году вернулся в Баку и продолжил среднее образование в школе № 269. В том же году записался в детскую футбольную школу клуба «Зангезур», где занимался под руководством тренера Маиса Гулиева до 2007 года. В 2010 году поступил на факультет игровых видов спорта Азербайджанской государственной академии физической культуры и спорта.

## Клубная карьера

### Чемпионат
Карьеру футболиста начал в 2008 году с выступления в юношеской команде (до 17) сальянской «Мугани». В 2009 году перешёл в дубль команды. С 2010 по 2011 год защищал цвета клуба «Абшерон», в составе которого в 2011 году стал победителем первого дивизиона. В 2011 году дебютировал в премьер-лиге Азербайджана в составе ФК «Сумгаит». Провёл в клубе полтора года. С 2012 года является игроком товузского «Турана», контракт с которым подписан до лета 2014 года. В сезоне 2012/2013 годов клуб выступал в Премьер-лиге, а по окончании сезона перешёл в Первый дивизион.

### Кубок
| № | Дата           | Раунд      | Клуб   | Соперник  | Лига         | Итог |
| - | -------------- | ---------- | ------ | --------- | ------------ | ---- |
| 1 | 28 ноября 2012 | 1/8 финала | «Баку» | «Сумгаит» | Премьер-Лига | 3:1  |

## Достижения
- Победитель первого дивизиона Азербайджана: 2011